# Elisabetta Elena di Thurn und Taxis
Elisabetta Elena Maria Valeria Francesca Massimiliana Antonia di Thurn und Taxis (Ratisbona, 15 dicembre 1903 – Monaco di Baviera, 22 ottobre 1976) fu una principessa tedesca e marchesa di Meißen.

## Biografia
Era figlia di Alberto I di Thurn und Taxis e dell'arciduchessa Margherita Clementina d'Austria, figlia del principe palatino d'Ungheria Giuseppe Carlo Luigi d'Asburgo-Lorena.
Elisabetta Elena appartenne alla dinastia dei principi Thurn und Taxis, un tempo addetta al servizio postale del Sacro Romano Impero e poi resa nobile dal XVII secolo. Nelle vene di Elisabetta scorreva inoltre, per via materna, anche il sangue della grande dinastia imperiale degli Asburgo-Lorena.
Sua nonna fu Elena di Baviera, sorella dell'imperatrice Elisabetta d'Austria e della regina Maria Sofia delle Due Sicilie.
Venne data in sposa ventenne al principe ereditario Federico Cristiano di Sassonia, figlio del re di Sassonia Federico Augusto III. Il matrimonio venne celebrato a Ratisbona il 16 giugno 1923 e le diede il titolo di principessa reale.
Elisabetta Elena diede al marito cinque figli:
- Maria Emanuel, Margravio di Meissen (Prüfening, 31 gennaio 1926-), che nel 1962 ha sposato Anastasia von Anhalt;
- Maria Giuseppa (Bad Wörishofen, 20 settembre 1928-);
- Principessa Anna di Sassonia (Bad Wörishofen, 13 dicembre 1929-) che nel 1953 ha sposato Robert de Afif;
- Alberto, Margravio di Meissen (Bamberga, 30 novembre 1934), che nel 1980 ha sposato Elmira Henke;
- Principessa Matilde di Sassonia (Bamberga, 17 gennaio 1936-), che nel 1968 ha sposato il principe Giovanni Enrico di Sassonia-Coburgo-Gotha.

Elisabetta non divenne però mai regina: suo suocero infatti, re dal 1904, rinunciò al trono il 13 novembre 1918 e la Sassonia divenne una regione amministrativa della Repubblica di Weimar.

## Ascendenza
|                                         |                           |                                    | Genitori                                      |  |  | Nonni |  |  | Bisnonni                              |  |  | Trisnonni                           |  |
|                                         |                           |                                    |                                               |  |  |       |  |  | Massimiliano Carlo di Thurn und Taxis |  |  | Carlo Alessandro di Thurn und Taxis |  |
|                                         |                           |                                    |                                               |  |  |       |  |  | Massimiliano Carlo di Thurn und Taxis |  |  | Carlo Alessandro di Thurn und Taxis |  |
|                                         |                           | Teresa di Meclemburgo-Strelitz     |                                               |  |  |       |  |  | Massimiliano Carlo di Thurn und Taxis |  |  |                                     |  |
| Massimiliano Antonio di Thurn und Taxis |                           |                                    |                                               |  |  |       |  |  | Massimiliano Carlo di Thurn und Taxis |  |  |                                     |  |
|                                         |                           | Baronessa Guglielmina di Dörnberg  | Ernesto di Dörnberg                           |  |  |       |  |  |                                       |  |  |                                     |  |
|                                         |                           | Baronessa Guglielmina di Dörnberg  | Ernesto di Dörnberg                           |  |  |       |  |  |                                       |  |  |                                     |  |
|                                         |                           | Baronessa Guglielmina di Dörnberg  | Wilhelmine Henriette Maximiliane von Glauburg |  |  |       |  |  |                                       |  |  |                                     |  |
| Alberto I di Thurn und Taxis            |                           | Baronessa Guglielmina di Dörnberg  |                                               |  |  |       |  |  |                                       |  |  |                                     |  |
|                                         |                           | Massimiliano Giuseppe in Baviera   | Pio Augusto in Baviera                        |  |  |       |  |  |                                       |  |  |                                     |  |
|                                         |                           | Massimiliano Giuseppe in Baviera   | Pio Augusto in Baviera                        |  |  |       |  |  |                                       |  |  |                                     |  |
|                                         |                           | Massimiliano Giuseppe in Baviera   | Amalia Luisa di Arenberg                      |  |  |       |  |  |                                       |  |  |                                     |  |
| Elena di Baviera                        |                           | Massimiliano Giuseppe in Baviera   |                                               |  |  |       |  |  |                                       |  |  |                                     |  |
|                                         |                           | Ludovica di Baviera                | Massimiliano I Giuseppe di Baviera            |  |  |       |  |  |                                       |  |  |                                     |  |
|                                         |                           | Ludovica di Baviera                | Massimiliano I Giuseppe di Baviera            |  |  |       |  |  |                                       |  |  |                                     |  |
|                                         |                           | Ludovica di Baviera                | Carolina di Baden                             |  |  |       |  |  |                                       |  |  |                                     |  |
| Elisabetta Elena di Thurn und Taxis     |                           | Ludovica di Baviera                |                                               |  |  |       |  |  |                                       |  |  |                                     |  |
|                                         | Giuseppe d'Asburgo-Lorena | Leopoldo II d'Asburgo-Lorena       |                                               |  |  |       |  |  |                                       |  |  |                                     |  |
|                                         | Giuseppe d'Asburgo-Lorena | Leopoldo II d'Asburgo-Lorena       |                                               |  |  |       |  |  |                                       |  |  |                                     |  |
|                                         | Giuseppe d'Asburgo-Lorena | Maria Luisa di Borbone-Spagna      |                                               |  |  |       |  |  |                                       |  |  |                                     |  |
| Giuseppe Carlo Luigi d'Asburgo-Lorena   | Giuseppe d'Asburgo-Lorena |                                    |                                               |  |  |       |  |  |                                       |  |  |                                     |  |
|                                         |                           | Maria Dorotea di Württemberg       | Ludovico Federico Alessandro di Württemberg   |  |  |       |  |  |                                       |  |  |                                     |  |
|                                         |                           | Maria Dorotea di Württemberg       | Ludovico Federico Alessandro di Württemberg   |  |  |       |  |  |                                       |  |  |                                     |  |
|                                         |                           | Maria Dorotea di Württemberg       | Enrichetta di Nassau-Weilburg                 |  |  |       |  |  |                                       |  |  |                                     |  |
| Margherita Clementina d'Asburgo-Lorena  |                           | Maria Dorotea di Württemberg       |                                               |  |  |       |  |  |                                       |  |  |                                     |  |
|                                         |                           | Augusto di Sassonia-Coburgo-Kohary | Ferdinando di Sassonia-Coburgo-Kohary         |  |  |       |  |  |                                       |  |  |                                     |  |
|                                         |                           | Augusto di Sassonia-Coburgo-Kohary | Ferdinando di Sassonia-Coburgo-Kohary         |  |  |       |  |  |                                       |  |  |                                     |  |
|                                         |                           | Augusto di Sassonia-Coburgo-Kohary | Maria Antonia di Koháry                       |  |  |       |  |  |                                       |  |  |                                     |  |
| Clotilde di Sassonia-Coburgo-Kohary     |                           | Augusto di Sassonia-Coburgo-Kohary |                                               |  |  |       |  |  |                                       |  |  |                                     |  |
|                                         |                           | Clementina d'Orléans               | Luigi Filippo di Francia                      |  |  |       |  |  |                                       |  |  |                                     |  |
|                                         |                           | Clementina d'Orléans               | Luigi Filippo di Francia                      |  |  |       |  |  |                                       |  |  |                                     |  |
|                                         |                           | Clementina d'Orléans               | Maria Amalia di Borbone-Due Sicilie           |  |  |       |  |  |                                       |  |  |                                     |  |
|                                         |                           | Clementina d'Orléans               |                                               |  |  |       |  |  |                                       |  |  |                                     |  |